# West Miami
West Miami är en stad (city) i Miami-Dade County, i delstaten Florida, USA. Enligt United States Census Bureau har staden en folkmängd på 6 105 invånare (2011) och en landarea på 1,8 km².